# پوچژ
شهر پوچژ (به روسی: Пучеж) در کشور روسیه و در اوبلاست ایوانوف واقع شده‌است.